# جائزة النيمف الذهبية
جائزة النيمف الذهبية (بالإنجليزية: Golden Nymph Awards) هي الجوائز التي تُمنح للفائزين في المسابقة الرسمية لمهرجان مونتي كارلو التلفزيوني.

## وصلات خارجية
- Festival de Télévision de Monte-Carlo على قاعدة بيانات الأفلام على الإنترنت